# ألفار آلتو

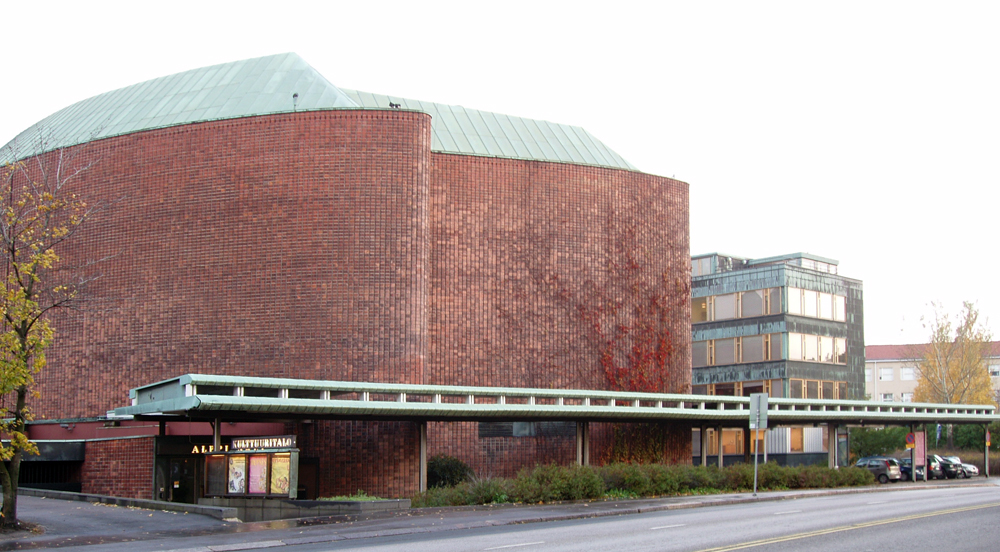
دار الثقافة، هلسنكي (House of Culture)

ألفار آلتو (Alvar Aalto؛ كوورتاني، 3 شباط 1898 - هلسنكي، 11 أيار 1976) من أشهر معماري فنلندي، سميَّ بأبي الحداثة، إضافة للعمارة عمل في مجال الفرش والزجاج.

## حياته
ولد ألفار آلتو بمدينة كوورتاني في فنلندا. درس الهندسة المعمارية في جامعة هلسنكي للتكنولوجيا من عام 1916 إلى عام 1921. عاد إلى هلسنكي، حيث افتتح أول مكتب للهندسة المعمارية في عام 1923. وفي العام التالي تزوج المهندسة المعمارية أينو مارسيو (بالإنجليزية: Aino Marsio)‏. قضيّا شهر العسل في إيطاليا مع ثقافة البحر الأبيض المتوسط التي بقيت مع ألتو لبقية حياته. نقل ألتو مكتبه إلى توركو في عام 1927، وبدأ يتعاون مع المهندس إريك بريغمان. انتقل المكتب الجديد في عام 1933 إلى هلسنكي. قام ألتو بتصميم وبناء منزل مدمج مع المكتب عام 1935 في مونكينييمي بضواحي هلسنكي، ولكن في وقت لاحق عام 1954 قام ببناء مبني خصيصا لهذا الغرض وهو مكتب يقع في نفس الحي. توفيت زوجته عام 1949، وفي عام 1952 تزوج بالمهندسة المعمارية إليسا ماكينيمي التي توفيت في عام 1994. في عام 1957 صمما أو عملا على إقامة شراكة الصيف المنزلية، أو ما يسمى ببيتهم التجريبي في موراتسالو، حيث كانوا يمضون صيفهم دائما هناك.

## سيرته المهنية
يعتبر ألتو الأول والأكثر نفوذا بين مهندسي الحداثة في شمال أوروبا، فالدراسات التاريخية تكشف عن كيفية عمل ألتو عن كثب، وعن ماهية اتصالاته الشخصية مع غيره من رواد العمارة في السويد، وخاصة غونار اسبلوند (بالإنجليزية: Gunnar Asplund)‏ وسفين ماركيليوس (بالإنجليزية: Sven Markelius)‏. لكنهم انطلقوا جمبعا من الطرق التقليدية، كما فعل الكثيرون من أبناء جيلهم في بلدان شمال أوروبا، التي اشتركت بأنها كانت أساس كلاسيكية الشمال، أو عمارة ما قبل الحداثة، في فترة أواخر العشرينات، وهو ما يشكل حجر الأساس للحداثة.
كانت نقطة التحول لدى ألتو في مشروع مكتبة فييبوري (بالإنجليزية: the Viipuri Library)‏ بين عامي (1927-1935)، التي اجتاز ألتو فيها دخول المنافسة الكلاسيكية مقترحا مبنى ينتمي للحداثة بشكل كامل. كان ألتو إنساني النهج تماما وهناك أدلة منها: عرضه للمواد الطبيعية داخليا، والألوان الدافئة التي يستخدمها، وخطوطه المتموجة. استغرق مشروع مكتبة فييبوري ثماني سنوات، وخلال تلك الفترة قام ألتو بتصميم بناء تورون سانومات (بالإنجليزية: the Turun Sanomat Building)‏ عامي (1929-30) ومصحة بايميو (بالإنجليزية: Paimio Sanatorium)‏ بين عامي (1929-33) واللذان يعتبرا أول خطوة بشرية تتحرك نحو الحداثة.

## روابط خارجية
- ألفار آلتو على موقع الموسوعة البريطانية (الإنجليزية)
- ألفار آلتو على موقع مونزينجر (الألمانية)
- ألفار آلتو على موقع إن إن دي بي (الإنجليزية)
- ألفار آلتو على موقع ديسكوغز (الإنجليزية)